# Enhanced Observed Time Difference
Enhanced Observed Time Difference (EOTD bzw. E-OTD) bezeichnet ein Verfahren zur Ortung von Mobilfunkendgeräten in GSM-Netzen. Es ist häufig genauer als die Cell-ID-Methode, erfordert aber aufwändige Zusatzinstallationen im Netz und setzt eine gewisse Mindestdichte von Basisstationen voraus. Die Positionsbestimmung kann eine Genauigkeit von bis zu 25 m erreichen.
Die Positionsbestimmung erfolgt in drei Schritten:
- Zunächst ermittelt das Endgerät die Differenzen der Signallaufzeiten zwischen dem eigenen Standort und mindestens zwei benachbarten Basisstationen. Dies geschieht durch Beobachtung der Ankunftszeiten normaler Bursts, spezielle Signale sind dazu nicht erforderlich.
- Parallel dazu misst eine spezielle Hardware im Netz, die LMU (Location Measurement Unit), die Laufzeitdifferenzen derselben Signale.
- Die von der Mobilstation ermittelten Laufzeitdifferenzen werden dann an die LMU übermittelt, die aus den Messungen der Mobilstation und ihren eigenen Messungen eine ungefähre Position berechnen kann.

Bei UMTS-basierten Systemen heißt das entsprechende System Observed Time Difference of Arrival (OTDOA). Mit dem Verfahren Uplink Time Difference of Arrival (U-TDOA) erhöht sich die Ortungsgenauigkeit auf besser als 100 m. Wie der Name uplink schon sagt, sind es hier die UMTS-Basisstationen, die das Ortungssignal des Handys erfassen und auswerten. U-TDOA ist in den USA ein mögliches Verfahren zur Positionsübermittlung in Notfällen.